# Haworthia glauca
Haworthia glauca är en grästrädsväxtart som beskrevs av John Gilbert Baker. Haworthia glauca ingår i släktet Haworthia och familjen grästrädsväxter.

## Underarter
Arten delas in i följande underarter:
- H. g. glauca
- H. g. herrei

## Bildgalleri

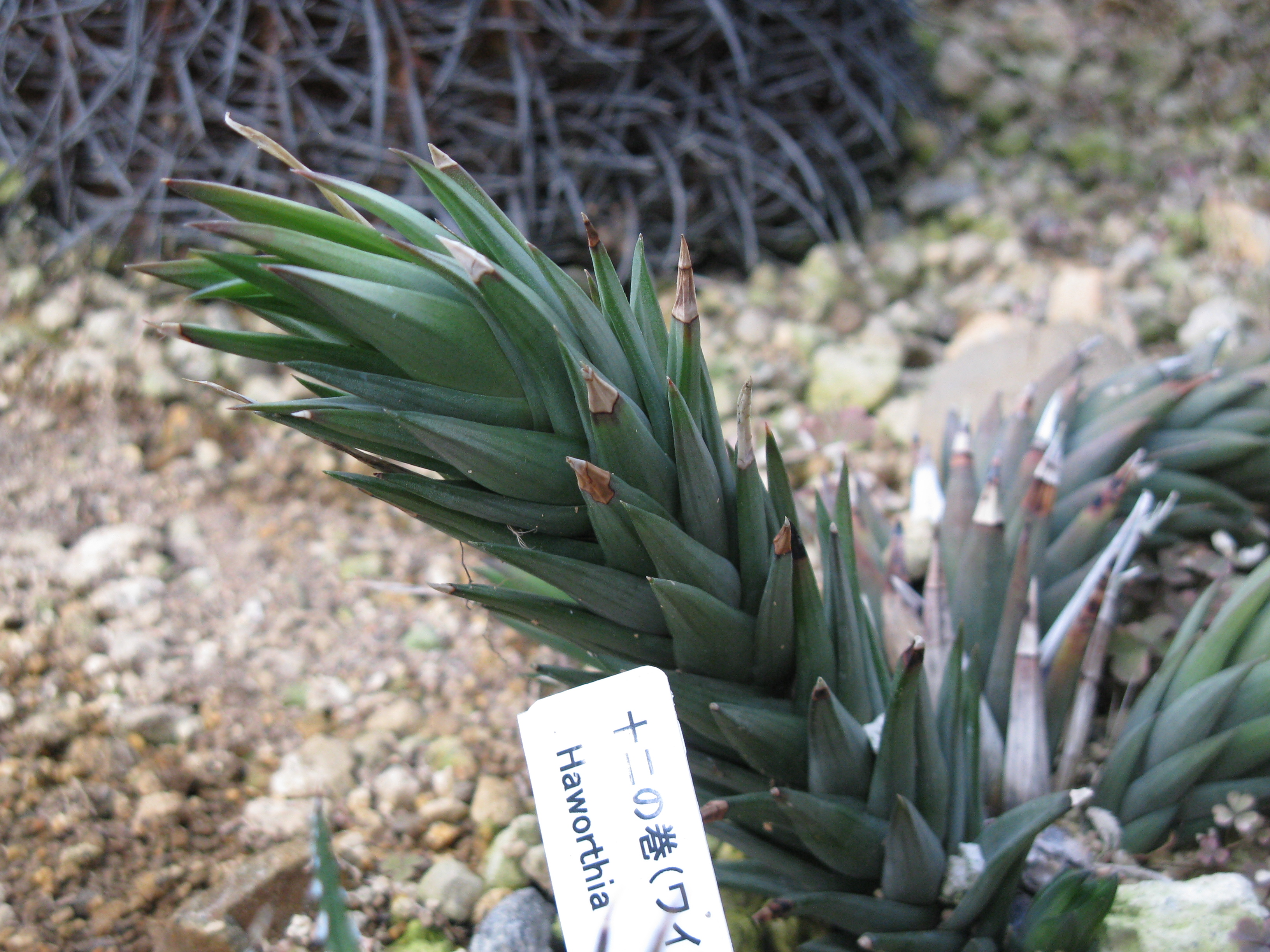
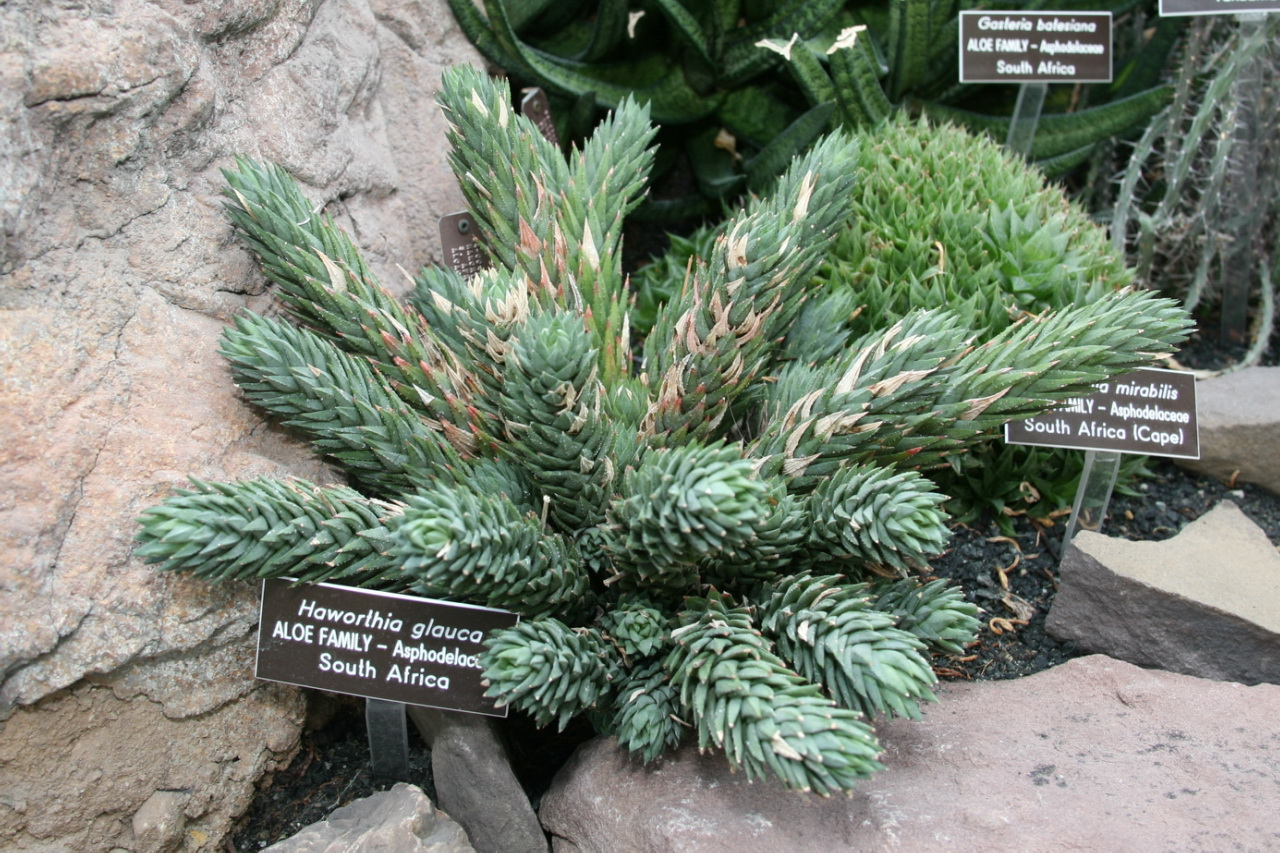
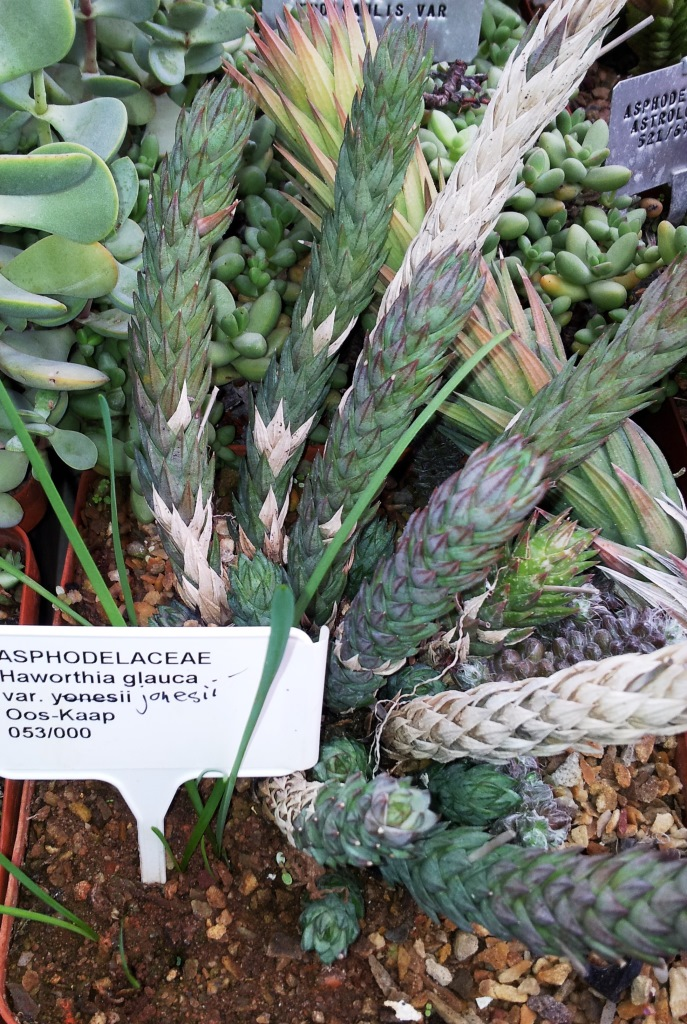